# アレクサンドル・ヴェチュトモフ
アレクサンドル・ヴェチュトモフ(チェコ語: Alexandr Večtomov、1930年12月12日 - 1989年12月29日)は、チェコのチェロ奏者。ロシアでのアレクサンドルの愛称からサーシャ・ヴェチュトモフ(Saša Večtomov)とも表記される。

## 経歴
1930年、プラハ生まれ。チェロ奏者だった父イヴァンに音楽の手ほどきを受け、プラハ音楽院でラディスラフ・ゼレンカにチェロを学んだ。またモスクワ音楽院でセミョーン・コゾルーポフの薫陶を受け、アンドレ・ナヴァラのマスター・クラスにも参加している。
1951年から1956年までスーク・トリオに参加した。1955年のプラハの春国際音楽コンクールでヨゼフ・フッフロ及びミハイル・ホミツェルと共に第１位を獲得。1959年のメキシコシティにおけるパブロ・カザルス・コンクールでアンナー・ビルスマに次いで2位入賞を果たした。
1970年代よりプラハ音楽院で教鞭をとり、イルジー・ホシェクやミカエラ・フカチョヴァーらを育てた。
1989年、プラハにて没。